# Parasymmetrorbione bicauda
Parasymmetrorbione bicauda is een pissebeddensoort uit de familie van de Bopyridae. De wetenschappelijke naam van de soort is voor het eerst geldig gepubliceerd in 2013 door An, Boyko & Li.